# The Kid and the Sleuth
The Kid and the Sleuth est un film muet américain réalisé par Thomas H. Ince et sorti en 1912.

## Fiche technique
- Réalisation : Thomas H. Ince
- Scénario : Tom Barry
- Production : Carl Laemmle
- Date de sortie :  États-Unis : 29 janvier 1912

## Distribution
- King Baggot : Nick Carter
- Lucille Younge
- William Robert Daly
- Ethel Grandin
- Tom Barry : Red Callagher/The Kid